# Прохоров, Хрисанф Васильевич
Прохоров Хрисанф Васильевич (1835—1884) — русский кораблестроитель, инспектор кораблестроения Петербургского порта, подполковник Корпуса корабельных инженеров.

## Биография
Хрисанф Васильевич Прохоров родился в 1835 году.
В 1855 году окончил Кондукторские роты Учебного морского рабочего экипажа и произведён в офицеры Корпуса корабельных офицеров.
Проходил службу на судостроительных верфях Санкт-Петербурга, занимался переводом иностранных книг и статей на русский язык.
В 1859—1860 годах наблюдал во французском Гавре за постройкой канонерской лодки «Морж» на верфи Chantiers & Atellers Augustin Normand для Сибирской флотилии. Затем в 1860—1861 годах за её достройкой в Англии.
В 1860 году опубликовал свой первый переводческий труд «Изложение основных начал корабельной архитектуры, с практическим их применением к кораблестроению». Соч. Д. Пика, (перев. А. Рудыковского и X. Прохорова, СПб. 1860 г.).
23 мая 1861 года в Санкт-Петербурге на заводе Карра и Макферсона (ныне Балтийский завод) под руководством Х. В. Прохорова была заложена первая в России железная броненосная канонерская лодка. В сентябре того же года лодка была спущена на воду, а 19 января 1862 года, получив название «Опыт», была зачислена в состав гвардейского флотского экипажа.
В 1862 году Прохоров построил паровую шхуну с парусным вооружением «Алеут» и «Самоед».
В октябре 1863 года подпоручик X. В. Прохоров на верфи Гутуевского острова в Санкт-Петербурге был наблюдающим за сборкой канонерских лодок «Колдун» и «Вещун», секционные части которых были изготовлены Бельгийским обществом «Коккериль».
В 1864—1865 годах, после скоропостижной смерти Н. А. Арцеулова, судостроители X. В. Прохоров, Н. Г. Коршиков и другие, за один год достроили спроектированные Арцеуловым десять однобашенных броненосных лодок (мониторы) типа «Ураган» и «Тифон».
В 1865—1866 годах Прохоров находился в заграничной командировке в Англии, где по поручению Морского Министерства изучал новые методы иностранного судостроения. В 1865 году в журнале «Морской сборник» была опубликована статья Прохорова «Спуск на воду английской батареи „Vіxen“».
По возвращении из Англии X. В. Прохоров руководил постройкой башенного фрегата «Адмирал Грейг» на верфи Нового Адмиралтейства, в 1867 году его сменил Н. Г. Коршиков.
В 1867 году Прохоров вышел в отставку, а в 1869 году вновь поступил на службу — старшим строителем Петербургского порта. В том же году опубликовал свой труд «Таблица веса 9000 разных нумеров углового и таврового железа» (СПб. 1869 г.).
В 1879 году по указанию Морского министерства Прохоров разработал правила для определения количества пошлин, взимаемых с тонн водоизмещения иностранных судов, приходящих в российские порты.
В 1881 году, после смерти инспектора кораблестроительных работ Петербургского порта генерал-майора Л. Г. Шведе, Прохоров был назначен исправлять данную должность.
В 1882 году был произведён за отличие по службе в подполковники и утверждён в должности.
Умер 29 февраля 1884 года в Петербурге, похоронен на Митрофаниевском кладбище.

## Семья
Жена — Прохорова Эмилия Николаевна (? — 8 июня 1904 года). Похоронена вместе с Х. В. Прохоровым.